# Rajmat Sofiadi
Rajmat Sukra Sofiadi –en búlgaro, Рахмат Сукра Софиади– (Sofía, 15 de noviembre de 1965) es un deportista búlgaro que compitió en lucha libre.
Participó en los Juegos Olímpicos de Seúl 1988, obteniendo una medalla de bronce en la categoría de 74 kg. Ganó una medalla de oro en el Campeonato Mundial de Lucha de 1990 y una medalla de bronce en el Campeonato Europeo de Lucha de 1988.

## Palmarés internacional
| Juegos Olímpicos   | Juegos Olímpicos         | Juegos Olímpicos  | Juegos Olímpicos |
| Año                | Lugar                    | Medalla           | Categoría        |
| ------------------ | ------------------------ | ----------------- | ---------------- |
| 1988               | Seúl (Corea del Sur)     | Medalla de bronce | 74 kg            |
| Campeonato Mundial |                          |                   |                  |
| Año                | Lugar                    | Medalla           | Categoría        |
| 1990               | Tokio (Japón)            | Medalla de oro    | 74 kg            |
| Campeonato Europeo |                          |                   |                  |
| Año                | Lugar                    | Medalla           | Categoría        |
| 1988               | Mánchester (Reino Unido) | Medalla de bronce | 74 kg            |